# Sakamoto Days
Sakamoto Days (japanska: サカモトデイズ?, Sakamoto deizu) är en mangaserie i målgruppen shōnen, skriven och tecknad av Yuto Suzuki. Den började ges ut av Shueisha i magasinet Shūkan Shōnen Jump år 2020. Shueisha samlade senare kapitlen till utgåvor i pocketformat (tankōbon). Serien finns tillgänglig internationellt på språk som engelska, franska, spanska och polska på mobilapplikationen Manga Plus. Den trycktes även och är utgiven på flera förlag, såsom Viz Media. Handlingen kretsar kring Tarō Sakamoto, en pensionerad yrkesmördare som har stadgat sig som familjefar och driver en livsmedelsaffär.